# Будзівоюв
Будзівоюв (пол. Budziwojów, нім. Baudmannsdorf) — село в Польщі, у гміні Хойнув Леґницького повіту Нижньосілезького воєводства.
Населення — 443 особи (2011).
У 1975-1998 роках село належало до Легницького воєводства.

## Демографія
Демографічна структура станом на 31 березня 2011 року:
|          | Загалом | Допрацездатний вік | Працездатний вік | Постпрацездатний вік |
| -------- | ------- | ------------------ | ---------------- | -------------------- |
| Чоловіки | 226     | 50                 | 161              | 15                   |
| Жінки    | 217     | 39                 | 133              | 45                   |
| Разом    | 443     | 89                 | 294              | 60                   |